# Ai Kobayashi
Ai Kobayashi (jap. 小林あい Kobayashi Ai; ur. 11 czerwca 1984) – japońska curlerka, dwukrotna srebrna medalistka na mistrzostwach świata juniorów.
Kobayashi uprawia curling od 1995, zadebiutowała już na Mistrzostwach Świata Juniorów 1997 jako rezerwowa w zespole Akiko Katō. Rok później na tej samej pozycji zdobyła srebrny medal zawodów, jednak nie zagrała w żadnym z meczów. W 1999 weszła w skład drużyny jako otwierająca, Japonki powtórzyły wynik, przegrywając w finale MŚ ze Szwajcarkami (Silvana Tirinzoni) 3:8.
Jako skip powróciła na juniorską arenę międzynarodową w 2003 jednak bez większych sukcesów. Jako piąta zawodniczka w ekipie Yumie Hayashi wzięła udział w Mistrzostwach Świata Kobiet 2005, zagrała w 5 spotkaniach. Japonki z bilansem 3-8 zajęły 9. miejsce.

## Drużyna
|           | Czwarta      | Trzecia          | Druga            | Otwierająca    |
| --------- | ------------ | ---------------- | ---------------- | -------------- |
| 2004/2005 | Ai Kobayashi | Megumi Kobayashi | Natsuki Yoshida  | Megumi Mabuchi |
| 2002/2004 | Ai Kobayashi | Akiko Yamazaki   | Megumi Kobayashi | Megumi Mabuchi |
| 1998/1999 | Akiko Katō   | Yumie Hayashi    | Ayumi Onodera    | Ai Kobayashi   |